# Georg Poelchau

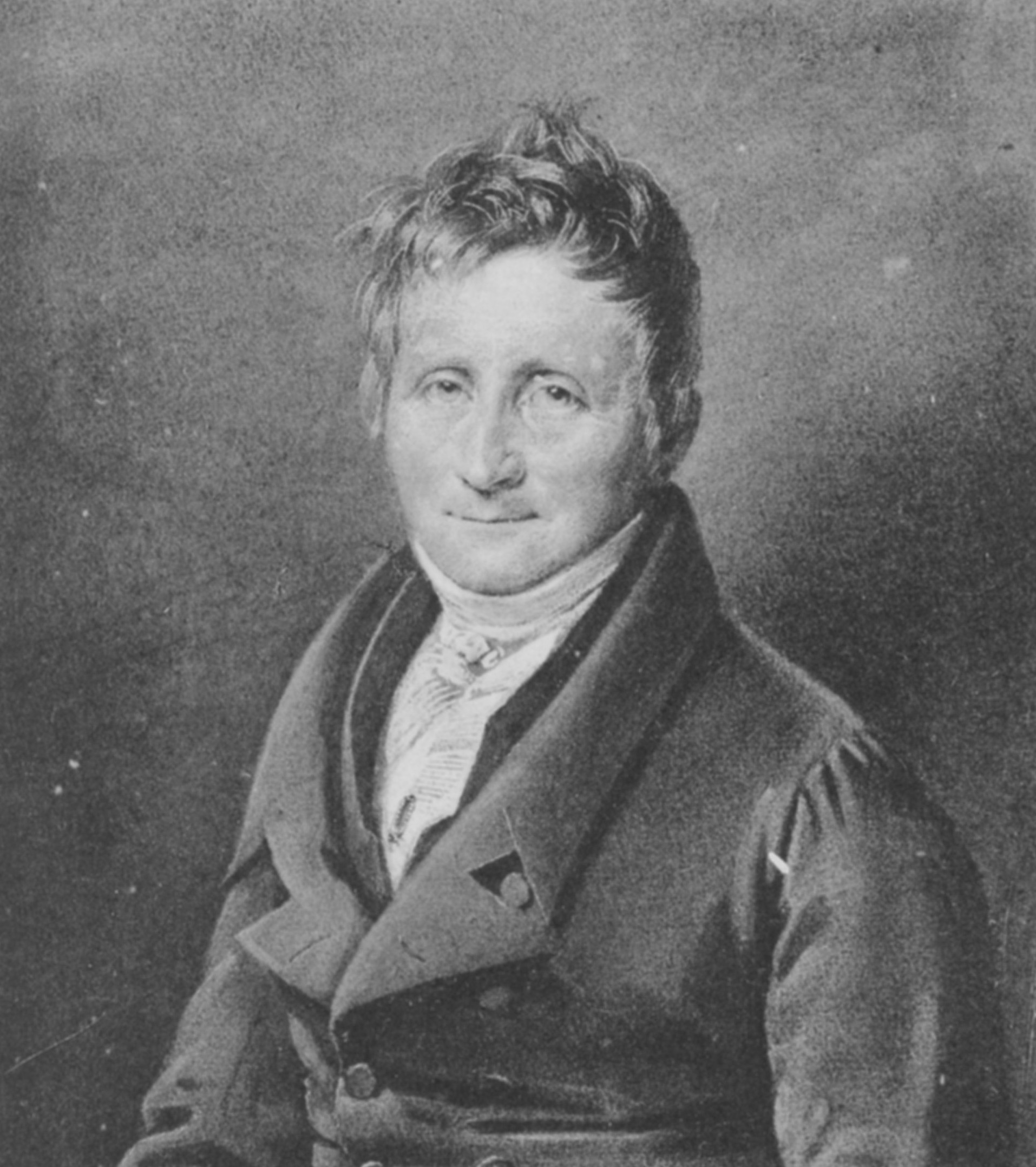
Georg Poelchau

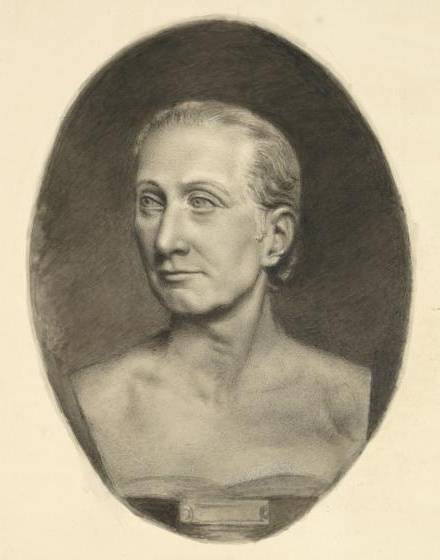
Georg Johann Daniel Poelchau, Lithographie, ca. 1840, Joseph Muller Collection, The New York Public Library

Georg Johann Daniel Poelchau (* 23. Junijul. / 4. Juli 1773greg. in Kremon (lettisch: Krimulda) bei Riga; † 12. August 1836 in Berlin) war ein deutschbaltischer Musiker, Privatgelehrter und Musikaliensammler. 

## Biographie
Georg Poelchau, ein Sohn des Pastors Daniel Poelchau (1731–1781), war ein Schüler von Georg Michael Telemann und studierte von 1792 bis 1796 an der Jenaer Universität. Vor allem wegen seiner Leidenschaft als Musikaliensammler erlangte er Berühmtheit und fand Eingang in die Musikgeschichte. Er trug eine mehr als 2.600 Titel umfassende Musikerhandschriften-Sammlung zusammen. Seine Bachsammlung war die größte und bedeutendste, die sich jemals in Privathand befand.
Zwischen 1798 und 1813 lebte Poelchau in Hamburg, der letzten Wirkungsstätte Carl Philipp Emanuel Bachs. Er arbeitete dort als Solo-Tenor, Konzertorganisator und Gesangslehrer.
Nach seiner Heirat 1811 mit Amalie Henriette Manecke (1789–1817), der Tochter eines reichen Hamburger Aristokraten, widmete er sich nur noch seiner Musiksammlung. Bereits in seiner Jugend hatte Poelchau begonnen, Manuskripte zu sammeln, konzentrierte sich jedoch später auf Musik und teilte seine Sammlung in 4 Teile:
- Bücher über Musik vom 15. bis zum 17. Jahrhundert
- Musikalien vom 16. bis zum 17. Jahrhundert
- Musikalien vom 18. bis zum 19. Jahrhundert
- Musikmanuskripte, Briefe und Porträts von Musikern.

Nach Carl Philipp Emanuel Bachs Tod erwarb er einen großen Teil seines Nachlasses, darunter das Altbachische Archiv.
Im Jahre 1813 übersiedelte Poelchau nach Berlin. Er trat 1814 in die Sing-Akademie zu Berlin unter Carl Friedrich Zelters Leitung ein, wirkte dort zwischen 1815 und 1826 als Tenorsolist, begann sich zudem an Zelters Seite um die Bibliothek der Institution zu kümmern, welche Zelter in dieser Zeit insbesondere für den Gebrauch des Chores aufbaute. Durch Poelchau gelangten viele der Musikalien in die Notenbibliothek. Poelchau unternahm beträchtliche Reisen, um seine Sammlung zu erweitern und führte Briefwechsel mit anderen Sammlern, besonders mit Aloys Fuchs und Raphael Georg Kiesewetter.
Er brachte auch Handschriften Georg Philipp Telemanns nach Berlin, die er als Schüler des Georg Philipp Telemann-Enkels, Georg Michael Telemann, erwerben konnte und fertigte selbst Abschriften von Werken verschiedener Komponisten.
Nach Zelters Tod entwickelte Poelchau gemeinsam mit Adolf Bernhard Marx in der Sing-Akademie die Pflege vor allem der Musik Johann Sebastian Bachs weiter, was 1850 auch zur Gründung der (alten) Bach-Gesellschaft und deren Hauptaufgabe, eine Gesamtausgabe der Werke Bachs vorzulegen, führte. Als Besitzer von vielen Bachmanuskripten spielte er eine bedeutende Rolle in der aufkommenden Bach-Renaissance.
Als Poelchau nach Berlin kam, hatte er auch die Handschrift der Matthäuspassion Johann Sebastian Bachs aus dem Nachlass dessen Sohnes Carl Philipp mit in die Stadt gebracht, in der das Werk 16 Jahre später mit der Sing-Akademie unter Leitung des zwanzigjährigen Felix Mendelssohn Bartholdy seine Wiederauferstehung feierte. Die Handschrift diente jener Abschrift zur Vorlage, die Bella Salomon (geb. Itzig) ihrem Enkel Felix zu seinem 15. Geburtstag am 3. Februar 1824 geschenkt hatte und aus der er am 11. März 1829 die Wiederaufführung dirigierte. Seit dem Erstdruck der Passion von 1830 diente diese Partiturhandschrift (Signatur: Mus. Ms. autogr. J. S. Bach P 25) neben dem meist autographen Stimmensatz (St 110) allen kritischen und revidierten Ausgaben als Vorlage.

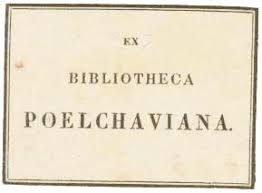
Exlibris der Sammlung Poelchau

## Nachlass
Die Musikabteilung der Staatsbibliothek zu Berlin verdankt Poelchau wesentliche Substanz. Nach Poelchaus Tod gelangte dessen Sammlung nach langwierigen Verhandlungen seines Sohnes Hermann durch Verkauf am 25. Februar 1841 in den Besitz des „Musikalischen Archives“ an der „Königlichen Bibliothek“, der heutigen Musikabteilung der Staatsbibliothek zu Berlin. Die Bände der Sammlung Poelchau wurden mit dem eigens für diese Sammlung gestochenen Exlibris BIBLIOTHECA POELCHAVIANA versehen. 1832 hatte Poelchau selbst einen handschriftlichen Katalog seiner Bibliothek angelegt (SBB, Signatur Mus.ms.theor. Kat. 41). In der Poelchau-Sammlung befanden sich neben zahlreichen Bach-, Beethoven- und Haydn-Autographen auch die ersten acht Mozart-Autographe sowie die Telemanniana. Im Nachgang zu diesem bedeutenden Kauf wurde die Musikalische Abteilung gegründet.
Briefe von Georg Poelchau befinden sich im Bestand des Leipziger Musikverlages C.F. Peters im Staatsarchiv Leipzig.